# 127517 Kaikepan
127517 Kaikepan è un asteroide della fascia principale. Scoperto nel 2002, presenta un'orbita caratterizzata da un semiasse maggiore pari a 3,1880155 UA e da un'eccentricità di 0,0662693, inclinata di 14,53790° rispetto all'eclittica.